# Liste von Fußballpokalwettbewerben im Gazastreifen
Die Liste von Fußballpokalwettbewerben im Gazastreifen beinhaltet Fußballpokalwettbewerbe im Gazastreifen.

## Gaza Strip Cup
| Jahr    | Sieger                | Ergebnis         | Finalist              |
| ------- | --------------------- | ---------------- | --------------------- |
| 1993    | Gaza SC               |                  |                       |
| 1994    | Shabab Rafah          |                  |                       |
| 1995    | Shabab Rafah          |                  |                       |
| 1996    | Keine Austragung      | Keine Austragung | Keine Austragung      |
| 1997    | Khadamat Rafah        |                  |                       |
| 1998    | Keine Austragung      | Keine Austragung | Keine Austragung      |
| 1999    | Al-Ittihad Shuja’iyya | 0:0 (3:2 i. E.)  | Shabab Rafah          |
| 2000    | Shabab Khanyunis SC   | 2:0              | Shabab Rafah          |
| 2001    | Keine Austragung      | Keine Austragung | Keine Austragung      |
| 2002    | Keine Austragung      | Keine Austragung | Keine Austragung      |
| 2003    | Shabab Rafah          | 4:2              | Khadamat Rafah        |
| 2004    | Keine Austragung      | Keine Austragung | Keine Austragung      |
| 2005/06 | Shabab Rafah          | 2:0 4:0          | Shabab Jabalia        |
| 2007    | Keine Austragung      | Keine Austragung | Keine Austragung      |
| 2008    | Keine Austragung      | Keine Austragung | Keine Austragung      |
| 2009    | Keine Austragung      | Keine Austragung | Keine Austragung      |
| 2010    | Gaza SC               | 3:0              | al-Sadaqah SC         |
| 2011    | Keine Austragung      | Keine Austragung | Keine Austragung      |
| 2012    | Shabab Rafah          | 2:0              | al-Mashtal Club       |
| 2013/14 | Khadamat Rafah        | 2:2 (5:4 i. E.)  | al-Ittihad Shuja’iyya |
| 2014/15 | al-Ittihad Shuja’iyya | 3:0              | Khadamat Rafah        |
| 2015/16 | Shabab Khanyunis SC   | 4:3              | Shabab Jabalia        |
| 2016/17 | Shabab Rafah          | 2:0              | Khadamat Rafah        |
| 2017/18 | Shabab Khanyunis SC   | 2:0              | Shabab Rafah          |
| 2018/19 | Khadamat Rafah        | 0:0 (4:3 i. E.)  | al-Ittihad Shuja’iyya |
| 2019/20 | Shabab Rafah          | 3:01             | Gaza SC               |

1 Beim Stand von 3:0 verließ der Gaza SC das Spielfeld.

## Gaza Strip Supercup
| Jahr | Sieger                | Ergebnis        | Finalist            |
| ---- | --------------------- | --------------- | ------------------- |
| 2000 | al-Ittihad Shuja’iyya | 2:1             | Khadamat Rafah      |
| 2013 | Shabab Rafah          | 1:0             | al-Sadaqah SC       |
| 2014 | Shabab Rafah          | 1:0             | Khadamat Rafah      |
| 2015 | al-Ittihad Shuja’iyya | 3:01            | Shabab Khanyunis SC |
| 2016 | Khadamat Rafah        | 3:1             | Shabab Khanyunis SC |
| 2017 | Shabab Rafah          | 1:1 (6:5 i. E.) | al-Sadaqah SC       |
| 2018 | Shabab Rafah          | 0:0 (6:3 i. E.) | Shabab Khanyunis SC |
| 2019 | al-Ittihad Shuja’iyya | 1:1 (4:3 i. E.) | Khadamat Rafah      |
| 2020 | Shabab Rafah          | 0:0 (4:3 i. E.) | Khadamat Rafah      |

1 Das Spiel wurde 3:0 gewertet, da Shabab Khan Younes nicht antrat.